# NGC 3234
NGC 3234 est une vaste galaxie lenticulaire située dans la constellation du Petit Lion. NGC 3234 a été découverte par l'astronome britannique John Herschel en 1827. Cette galaxie a aussi été observée par l'astronome prussien Louis d'Arrest le 29 décembre 1861 et elle a été inscrite au catalogue NGC sous la désignation NGC 3235.

## Caractéristiques
Sa vitesse par rapport au fond diffus cosmologique est de 6 698 ± 33 km/s, ce qui correspond à une distance de Hubble de 98,8 ± 6,9 Mpc (∼322 millions d'al).